# Upper Boddington
Upper Boddington es un pueblo del distrito de South Northamptonshire, en el condado de Northamptonshire (Inglaterra). Forma parte, junto con Lower Boddington, de la parroquia civil de Boddington. 
| 249                         | 253 | 634 | 295 | 351 | 399 | - | - | 301 | 275 | 194 | 237 | 219 | 198 |
| (Fuente: Vision of Britain) |     |     |     |     |     |   |   |     |     |     |     |     |     |